# HD 16226
HD 16226，又名CP-63 169，SAO 248595、HR 762，是一颗恒星，视星等为6.77，位于銀經284.65，銀緯-50.76，其B1900.0坐标为赤經2h 31m 6.3s，赤緯-63° -50.76′ 32″。